# Es por amor (canción de G.I.T.)
«Es por amor» es una canción creada por Alfredo Toth (música) y Osvaldo Marzullo (letra) e interpretado por la banda argentina G.I.T., es un sencillo de «rock nacional argentino» que fue lanzado como tema inicial del álbum GIT Volumen 3 en el año 1986. Es el mayor éxito de la banda y uno de los grandes éxitos del rock en español de todos los tiempos. En el ranking de las 100 mejores canciones en español de los 80´en México, emitido en diciembre de 2007 por el canal VH1 Latinoamérica, "Es por amor" fue incluida como N.º 82; también ha sido considerado el N.º 83 entre los 100 mejores temas de la historia del rock argentino (Rock.com.ar).

## La letra
La letra escrita por Osvaldo Marzullo consta de tres estrofas y el estribillo. La canción habla del papel del amor en la vida y en la lucha cotidiana. Cada estrofa comienza con la expresión «Es por amor» y termina con «y al costado del camino, veo ángeles caídos».

## Música
Los acordes que siguen la melodía son de gran simpleza, y al mismo tiempo efectividad. Las estrofas son cantadas sobre una secuencia Re mayor-Do mayor, repetida constantemente. El estribillo tiene una estructura similar, solo que la secuencia desciende a Sol mayor-Fa mayor.

## Músicos
- Alfredo Toth:  voz principal y coros
- Pablo Guyot: guitarra eléctrica y coros
- Willy Iturri: batería electrónica y coros
- Claudio Martínez: sintetizadores